# Valle de Juárez, Jalisco
Valle de Juárez är en kommunhuvudort i Mexiko.   Den ligger i kommunen Valle de Juárez och delstaten Jalisco, i den centrala delen av landet, 400 km väster om huvudstaden Mexico City. Valle de Juárez ligger 1 976 meter över havet och antalet invånare är 4 014.
Terrängen runt Valle de Juárez är kuperad. Runt Valle de Juárez är det ganska glesbefolkat, med 24 invånare per kvadratkilometer. Närmaste större samhälle är Mazamitla, 8,2 km väster om Valle de Juárez. I omgivningarna runt Valle de Juárez växer huvudsakligen savannskog.